# Jean-Claude Biver
Jean-Claude Biver (nacido el 20 de septiembre de 1949) es un empresario, ejecutivo y diseñador suizo nacido en Luxemburgo. Desde el puesto de director ejecutivo de TAG Heuer pasó a presidir la división de relojería de LVMH entre 2014 y 2018, hasta su jubilación después de 43 años en la industria. Es reconocido como uno de los principales responsables de que la industria relojera suiza remontara la profunda crisis que había sufrido en la década de 1970, conocida la crisis del cuarzo. También es propietario de la empresa relojera JC Biver, y de una granja en la que produce un exclusivo queso que distribuye entre sus amigos. 

## Primeros años y educación
Biver nació en 1949 en la ciudad de Luxemburgo. Era hijo de Jacques Biver (nacido en 1924), propietario de una zapatería, y de Denise Zeien, originaria de Borgoña (Francia).
A los 10 años de edad se trasladó con su familia a Suiza, donde asistió a la escuela en Saint-Prex. Más adelante estudió en el Collège des Morges y obtuvo un título en la HEC Lausanne, también conocida como Facultad de Comercio y Economía de la Universidad de Lausana.

## Carrera
Tras graduarse, pasó un tiempo en el Valle de Joux, donde se impregnó de la cultura del mundo relojero. Allí conoció a Jacques Piguet, que dirigía la fábrica de movimientos Frederic Piguet. A través del padre de Jacques, conoció a Georges Golay, presidente y director ejecutivo de Audemars Piguet, donde le ofrecieron un trabajo como gerente de ventas para Europa. En Audemars Piguet, pudo aprender el "arte de la relojería", pero tras un año allí dejó la empresa para convertirse en gerente de productos de Omega, una importante marca multinacional. Tan solo un año después dejó Omega para regresar a la manufactura del Valle de Joux.
Desde 2014, ejerció el cargo de director ejecutivo, miembro de la junta y miembro minoritario de la marca de relojes de lujo suiza Hublot. Su exitosa gestión en Hublot fue precedida por la revitalización de las marcas Blancpain y Omega, ambas actualmente propiedad del Grupo Swatch.
En el año 2022 Biver fundó JC Biver, su propia fábrica de relojes de lujo con sede en la localidad suiza de Givrins, que puso en marcha junto con su hijo menor, Pierre Biver.

## Industria relojera

### Blancpain
A su regreso al Valle de Joux en 1981, Biver y Jacques Piguet adquirieron los derechos de Blancpain, un fabricante de relojes que había cerrado en la década de 1970. Blancpain tenía una larga historia, pero la empresa había quedado obsoleta con el desarrollo de los relojes de cuarzo. Reconstruyeron la marca sobre la base de que "desde 1735 nunca ha habido un reloj Blancpain de cuarzo. Y nunca lo habrá". Blancpain se convirtió rápidamente en una de las marcas de relojes tradicionales más respetadas, alcanzando una facturación de 50 millones de francos suizos. En 1992, la marca fue vendida a al Grupo SMH (germen del Grupo Swatch) por 60 millones de francos suizos (43 millones de dólares), habiendo sido adquirida inicialmente por 22.000 francos suizos. Biver siguió siendo el CEO de Blancpain hasta 2003.

### Omega
Tras la venta de Blancpain, Biver se unió a la junta directiva del Grupo Swatch, donde se le encargó revitalizar la marca Omega. La principal influencia de Biver estuvo en los campos de productos y marketing, empleó técnicas como publicidad por emplazamiento (notablemente en películas de James Bond) y el patrocinio de celebridades (como Cindy Crawford, Michael Schumacher) y Pierce Brosnan). Biver dejó Omega en 2003, después de haber presidido la "deslumbrante" recuperación de la empresa.  Durante los diez años de Biver en Omega, sus ventas casi se habían triplicado.

### Hublot
Biver abandonó brevemente el mundo de la relojería en 2004, antes de unirse a Hublot como director ejecutivo y miembro de la junta directiva. En Hublot, hizo hincapié en "la fusión de tradición y futuro". La marca fue adquirida por LVMH en 2008, después de que las ventas se quintuplicaran entre 2004 y 2007. Incluso durante la gran Recesión, la gestión de Hublot ha sido considerada un gran éxito, con una caída de las ventas del 15% hasta noviembre de 2009, en comparación con el 30% de todo el negocio de relojes de lujo suizos. Biver conservó la exclusividad de la marca a través de métodos como la restricción de la oferta ante la gran demanda, citando que "la gente quiere exclusividad, por lo que siempre hay que mantener al cliente hambriento y frustrado".

### TAG Heuer y LVMH
Biver se convirtió en el CEO de TAG Heuer en diciembre de 2014. La cooperación de treinta años de la empresa con el equipo de deportes del motor McLaren llegó a su fin a finales de 2015, después de un desacuerdo con el propietario de McLaren, Ron Dennis. TAG Heuer posteriormente se unió a Red Bull Racing, convirtiéndose en el homónimo de sus motores Renault.
De manera similar, en 2014, Biver fue nombrado jefe de la división de relojes y joyería del conglomerado LVMH, que gestiona marcas como TAG Heuer, Zenith y Hublot. En 2018, Biver anunció su dimisión como responsable de la división de relojes y joyas de LVMH por motivos de salud, poniendo fin a 43 años en la industria relojera.

## Queso
Cada año, Biver produce aproximadamente cinco toneladas de queso en su granja de los Alpes suizos. Biver produce queso solo durante unas semanas cada verano, durante las cuales las praderas alpinas en flor, le dan "un sabor floral a la leche y, posteriormente, al queso". Debido a la exclusividad del queso, Biver se niega a cobrar por él, ofreciéndolo solo a sus amigos y familiares, y a restaurantes particulares de su elección. Biver declaró que al negarse a pagar, puede mantener el control absoluto de la distribución del queso: "Seré el dueño de mi queso hasta el último trozo".

## Vida personal
Biver estuvo casado inicialmente con Yolande Gasser, con quien tuvo dos hijos: Loic y Delphine. Más adelante se casó con Sandra Biver, nacida en Alemania, con quien tuvo a Pierre (nacido en 2000).

## Reconocimientos
- Jean-Claude Biver recibió un doctorado horis causa de la Escuela de Negocios de Lausana en 2012, en reconocimiento a su contribución al éxito de la industria relojera suiza.[18]